# Товариство художників імені Киріака Костанді
Товари́ство худо́жників і́мені Киріа́ка Костанді́ — об'єднання митців-реалістів та аматорів мистецтва, в основному колишніх членів Товариства південноросійських художників, що стояли на позиціях передвижництва. Діяло в Одесі 1922–1929. Названо на честь Киріака Костанді, який помер 1921, а до того очолював Товариства південноросійських художників.
Це товариство було в числі перших, що були створені у Радянській Україні. Серед членів Євген Буковецький, Петро Васильєв, Павло Волокидін, Борис Егіз, Володимир Заузе, Аристарх Кобцев, Данило Крайнєв, Гаврило Машталер, Олексій Шовкуненко, Олександр Стіліануді. До Товариства також належали художники з інших міст України.
Товариство мало на меті розширення творчого спілкування між його членами для вивчення питань історії, теорії і техніки образотворчого мистецтва. До нього входили художники, педагоги, літератори, історики. І.Рєпін був обраний почесним членом.
У 1925 прийнято новий статут який ставив завдання членам об'єднання про відображення революційної сучасності, розвивати нову культуру, доносити населенню знання про мистецтво, розвивати нові шляхи розвитку образотворчого мистецтва. Діяльність Товариства сприяла згуртованості художників, збільшилася кількість його членів: з 22 у 1922 до 76 у 1927.
Першою виставкою, яку організувало об'єднання була «Перша осіння виставка картин Художнього
товариства ім. К. К. Костанді» 1925 в Одесі. Було виставлено 446 творів 68 митців. Подібні виставки проводилися щорічно до розпаду Товариства. Об'єднання також організовувало для населення сільських районів Одеської області пересувні художні виставки. Членами Товариства з 1922 по 1927 було проведено 87 публічних доповідей і лекцій з питань образотворчого мистецтва.
Теми сучасного життя у творчості членів Товариства були відображені мало, їх творчість втрачала актуальність. Все це привело до того, що у 1929 воно припинило свою діяльність.